# Islaja
Merja Kokkonen, meglio conosciuta come Islaja (Helsinki, 19 maggio 1979), è una cantautrice e musicista finlandese.
Attiva dal 2004, è nota per il suo stile che fonde folk psichedelico, elettronica sperimentale e sonorità oniriche. Ha pubblicato diversi album con etichette indipendenti come Fonal Records, Ecstatic Peace!, Monika Enterprise, Svart Records e Other Power.

## Biografia
Nata a Helsinki, Merja Kokkonen ha iniziato la sua carriera musicale nel 2004 con l'album Meritie, pubblicato da Fonal Records. Il suo stile iniziale era caratterizzato da un folk psichedelico intimo e sperimentale. Successivamente, ha ampliato il suo repertorio incorporando elementi elettronici e sperimentali, come evidenziato in album come Ulual Yyy (2007) e S U U (2014).
Ha vissuto e lavorato a Berlino per oltre un decennio, collaborando con artisti internazionali e partecipando a collettivi come Monika Werkstatt, fondato da Gudrun Gut, che promuove la presenza femminile nella musica elettronica. Nel 2024 è tornata a risiedere stabilmente a Helsinki.

## Carriera
Oltre alla sua carriera solista, Islaja ha fatto parte di gruppi di improvvisazione libera e folk psichedelico come Avarus, Kemialliset Ystävät e il trio Hertta Lussu Ässä.
Il suo ultimo album, Angel Tape, è stato pubblicato nel 2023 dall'etichetta finlandese Other Power. L'album si distingue per l'uso di paesaggi sonori atonali e l'esplorazione di nuove forme musicali, ispirate da esperienze d'infanzia e registrazioni vocali misteriose.

## Discografia
- Meritie (Fonal, 2004)
- Palaa aurinkoon (Fonal, 2005)
- Ulual Yyy (Fonal, 2007)
- Blaze Mountain Recordings (Ecstatic Peace!, 2008)
- Keraaminen Pää (Fonal, 2010)
- S U U (Monika Enterprise, 2014)
- Tarrantulla (Svart Records, 2017)
- Angel Tape (Other Power, 2023)